# Soluzione finale (film)
Soluzione finale (Miracle Mile) è un film statunitense del 1988 diretto da Steve De Jarnatt.
Il titolo originale del film fa riferimento all'omonimo quartiere di Los Angeles, in cui è ambientata buona parte della vicenda narrata.

## Trama
Los Angeles.
Harry, un musicista, conosce Julie, una cameriera, e tra i due è subito colpo di fulmine.
Dopo una giornata passata a conoscersi l'un l'altra Julie dà appuntamento ad Harry al termine del proprio turno di lavoro in una tavola calda poco dopo mezzanotte, ma a causa di un contrattempo il giovane si presenta sul posto con un notevole ritardo quando lei se n'è già andata.
Poco dopo il suo arrivo, però, Harry sente squillare il telefono della cabina accanto al locale, ed incuriosito risponde; all'altro capo della linea sembra esserci un giovane soldato in servizio presso un sito di lancio in Nord Dakota che, non accorgendosi di aver sbagliato numero, informa quello che crede essere suo padre dell'imminente inizio di una guerra nucleare, questo prima di venire apparentemente ucciso dai suoi superiori per aver violato il protocollo di segretezza.
Confuso, Harry confida quanto accaduto agli avventori e al personale del locale, dando inizio ad una sequenza incontrollabile di voci tra chi pensa si tratti di uno scherzo di pessimo gusto e chi invece ritiene l'informazione veritiera.
Mentre Los Angeles piomba sempre più nel panico Harry cerca in ogni modo di raggiungere Julie, il tutto mentre lui stesso si trova a chiedersi più volte se quanto sta accadendo sia reale o solo il frutto di un'isteria collettiva provocata dalle sue conclusioni azzardate.

## Produzione e distribuzione
Il film venne mostrato al Toronto International Film Festival l'11 settembre 1988 ed uscì negli Usa il 19 maggio 1989.